# Кандідо Рамірес
Кандідо Рамірес (ісп. Cándido Ramírez, нар. 5 червня 1993, Леон) — мексиканський футболіст, півзахисник, нападник клубу «Монтеррей».
Виступав, зокрема, за клуби «Сантос Лагуна» та «Пумас», а також національну збірну Мексики.

## Клубна кар'єра
Народився 5 червня 1993 року в місті Леон. Вихованець юнацьких команд футбольних клубів «Леон», «Атлетіко Сан-Франциско» та «Леонеса».
У дорослому футболі дебютував 2012 року виступами за команду клубу «Сантос Лагуна», в якій провів один сезон, взявши участь у 44 матчах чемпіонату. Більшість часу, проведеного у складі «Сантос Лагуни», був основним гравцем команди.
Один сезон перебував в оренді, виступаючи за клуб «УНАМ Пумас».
До складу клубу «Монтеррей» приєднався 2014 року. Відтоді встиг відіграти за команду з Монтеррея 46 матчів в національному чемпіонаті.

## Виступи за збірні
2012 року залучався до складу молодіжної збірної Мексики. На молодіжному рівні зіграв у 5 офіційних матчах, забив 2 голи.
2016 року дебютував в офіційних матчах у складі національної збірної Мексики. Наразі провів у формі головної команди країни 1 матч.
У складі збірної був учасником Кубка Америки 2016 року в США.

## Титули і досягнення
- Чемпіон Мексики (1):

«Сантос Лагуна»: Клаусура 2012